# Карони (графство)
Карони (англ. Caroni) — бывшее графство на территории Тринидада и Тобаго. Названо в честь одноименной реки.

## География и административное деление
Площадь графства составляла 557 кв. километров. Граничило с графствами Cент-Джордж, Виктория и Нарива. На западе графство имеет выход к Заливу Пария. 
Регион был разделен на 4 уорда:
- Чагуанас
- Кува
- Кунупиа
- Монтсеррат[2]

## Разделение
В 1990 году все графства были упразднены, а их территория перешла к различным регионам. Территория графства Карони досталась регионам Кува-Табаквит-Талпаро и Тунапуна-Пиарко, а город Чагуанас превратился в боро. 